# Нётер (лунный кратер)
Кратер Нётер (лат. Nöther) — крупный древний ударный кратер в северном полушарии обратной стороны Луны. Название присвоено в честь немецкого математика Эмми Нётер (1882—1935) и утверждено Международным астрономическим союзом в 1970 г. Образование кратера относится к нектарскому периоду.

## Описание кратера
Ближайшими соседями кратера являются кратер Ньепс на севере-северо-западе; кратер Линдблад на северо-востоке; кратер Зигмонди на юго-востоке и кратер Дайсон на юго-западе. Селенографические координаты центра кратера 66°21′ с. ш. 114°11′ з. д. / 66,35° с. ш. 114,18° з. д., диаметр 64,8 км, глубина 2,7 км.
Кратер Нётер имеет циркулярную форму и значительно разрушен. Вал сглажен, широкий гладкий внутренний склон отмечен множеством маленьких кратеров, особенно в южной и восточной части. Высота вала над окружающей местностью 1260 м, объем кратера составляет приблизительно 3900 км³. Дно чаши вероятно затоплено и выровнено лавой, испещрено множеством мелких кратеров, в северной части чаши находится маленький приметный чашеобразный кратер. В районе кратера расположена система долин ориентированных с востока-северо-востока на запад-юго-запад. Одна из этих долин касается северной части сателлитного кратера Нётер E, другая пересекает южную часть сателлитного кратера Нётер T.

## Сателлитные кратеры
| Нётер | Координаты                                              | Диаметр, км |
| ----- | ------------------------------------------------------- | ----------- |
| A     | 68°55′ с. ш. 112°52′ в. д. / 68,92° с. ш. 112,87° в. д. | 30,2        |
| E     | 66°49′ с. ш. 105°31′ в. д. / 66,81° с. ш. 105,52° в. д. | 45,4        |
| T     | 65°57′ с. ш. 121°52′ в. д. / 65,95° с. ш. 121,86° в. д. | 44,9        |
| U     | 67°13′ с. ш. 123°40′ в. д. / 67,22° с. ш. 123,67° в. д. | 37,9        |
| V     | 68°34′ с. ш. 123°10′ в. д. / 68,57° с. ш. 123,17° в. д. | 26,8        |
| X     | 68°41′ с. ш. 117°30′ в. д. / 68,68° с. ш. 117,5° в. д.  | 31,2        |

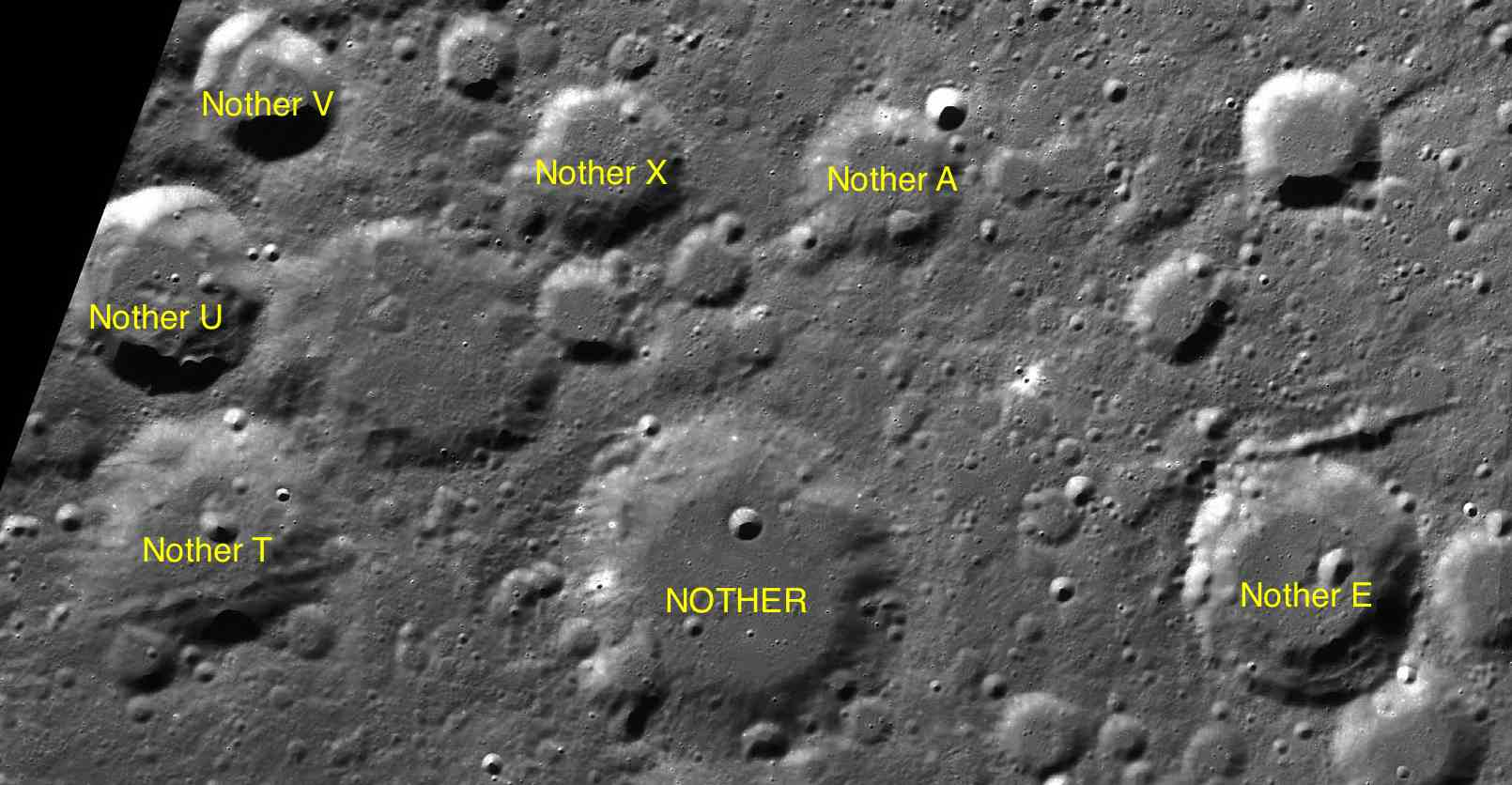
Фрагмент карты LAC-9.

- Образование сателлитного кратера Нётер T относится к нектарскому периоду[1].